# Infierno, canto vigésimo

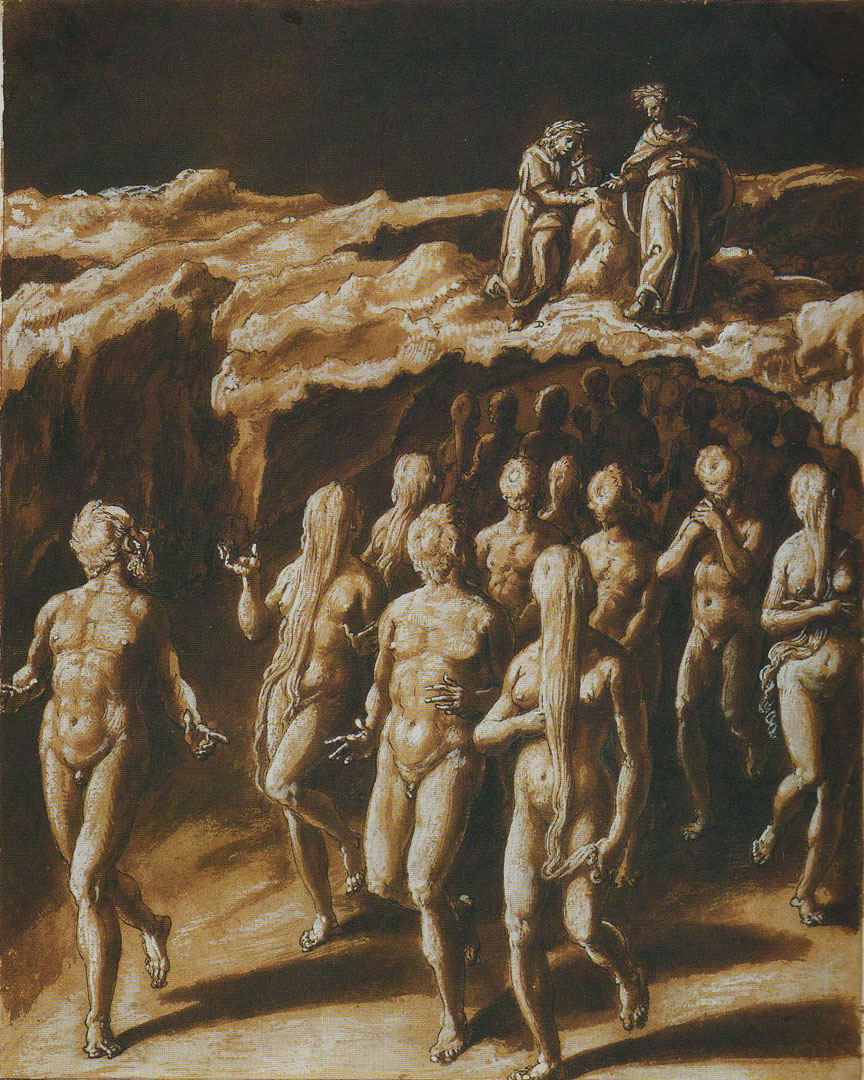
Los adivinos, ilustración de Giovanni Stradano.

El canto vigésimo del Infierno de Dante Alighieri se desarrolla en la cuarta bolgia del octavo círculo, donde son castigados los adivinos. Estamos en el alba del 9 de abril de 1300 (Sábado Santo), o según otros comentadores del 26 de marzo de 1300. 
Dante, después de una descripción general, indica entre los pecadores, a través de las palabras de Virgilio, cinco adivinos antiguos (cuatro de los cuales son mitológicos) y tres modernos. Durante la presentación de la adivina Manto hay una larga digresión sobre los orígenes de Mantua.

## Incipit
Canto XX, dove si tratta de l'indovini e sortilegi e de l'incantatori, e de l'origine di Mantova, di che trattare diede cagione Manto incantatrice; e di loro pene e miseria e de la condizione loro misera, ne la quarta bolgia, in persona di Michele di Scozia e di più altri.

## Análisis del canto

### Los adivinos - versos 1-30
Dante inicia diciendo que debe darle forma a los versos para estas nuevas penas de los condenados que son la materia del canto XX del primer libro: sabemos así que el mismo Dante usaba estos términos "musicales" para indicar respectivamente los capítulos y los libros de su "Comedia". "Canto" se mantuvo también en los comentadores (es también usado por los traductores anglosajones, por ejemplo), mientras la "canción" hoy se indica generalmente como "cánticas".
Dante y Virgilio están recorriendo la Malebolge, es decir los 10 fosos, parecidos a aquellos medievales, en los cuales son castigados las distintas categorías de fraudulentos, es decir aquellos que traicionaron al prójimo que habría sido llevado a no fiarse (a diferencia de los verdaderos traidores que engañaron a quien se fiaba de ellos por parentela, amistad u otras relaciones sociales).
El poeta peregrino se acerca entonces a la nueva bolgia desde el puente que está atravesando, y la ve llena de lamentos. Nota la gente que silenciosa y llorando va al paso de las procesiones.
Solo después de haber visto mejor se da cuenta de que cada uno tiene el cuello y la cara girados por la parte de los riñones. Ellos deben entonces caminar hacia atrás porque no pueden ver hacia adelante: Dante dice que quizás algunos casos de parálisis pueden provocar tales daños, pero él nunca asistió a casos parecidos. Dirigiéndose directamente al lector, nos dice como un tal visión de nuestro cuerpo humano tan monstruosa fuese tal de no permitirle tener los ojos secos, así lloraba por piedad hacia estos seres condenados, el cual llanto goteaba hacia abajo entre la fisura de las nalgas: imagen grotesca y humillante.
Virgilio reprocha severamente a Dante que esté llorando apoyado en una roca y lo trata de tonto. La piedad aquí en el Infierno está muerta, no sirve desesperarse por los condenados. El sentido de los dos versos sucesivos es ambiguo, en particular sobre el significado a dar a "passion".

¿Quién es más perverso sino a quien
el divino juicio contrista?
vv. 29-30

Las dos posibles lecturas son:
1. ¿Quién es más perverso que aquel que tiene piedad por aquellos que son condenados por el juicio divino?
2. ¿Quién es más perverso que aquel que busca doblar el juicio divino?

La mayor frecuencia con la cual se encuentra pasión en el sentido de piedad en el italiano antiguo hace preponderar más comentadores hacia la primera hipótesis, si bien la segunda se corresponde mejor a los versos siguiente en los cuales Virgilio inicia un discurso sobre los pecadores.

### Anfiarao; Tiresias; Arunte - vv. 31-51

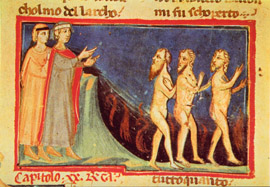
Bodega de Pacino de Bonaguida, Dante y Virgilio encuentran el grupo de los adivinos

Virgilio invita entonces a su discípulo a enderezar la cabeza (repetido dos veces) para ver quienes son aquellos condenados.
El primero que es indicado es Anfiarao, uno de Los siete contra Tebas narrados por Estacio en la Tebaida (otro encontrado en el Canto XIV es Capaneo), que previendo su propia muerte se escondió antes del asedio de Tebas. Pero él fue encontrado y convencido a partir a la batalla, donde fue derrotado y obligado a huir. Para impedir que fuese asesinado por los Tebanos, Júpiter le abrió la tierra bajo los pies, haciéndolo precipitar con su carro directamente en presencia de Minos: "'¿A dónde caes, / Anfiarao? ¿Por qué abandonas la guerra?’, / y no paró de despeñarse en el valle / hasta llegar a Minos que a cada uno aferra." (vv. 32-36). Entonces Dante hace una descripción física donde es explicado explicitamente el contrapaso de los adivinos: él tiene la espalda en lugar del pecho "por querer ver delante en demasía" (v. 37) y por eso ahora está condenado a ver solo hacia atrás.
Pasando al sucesivo, Virgilio indica Tiresias, el mago que "de macho se hizo hembra / también mudando todos sus miembros" (vv. 41-42) por haber separado dos serpientes "unidas" y pudo retomar la apariencia masculina solo abatiéndolas con la misma vara. No está claro por qué Dante en la larga leyenda de Tiresias cite solo la parte de las serpientes en el episodio de transexualidad, sin por ejemplo aludir a la diatriba entre Júpiter y Juno que Tiresias supo resolver dando la razón a Júpiter (la cuestión era sobre cual de los dos sexos gozase más en el coito y es cegado por venganza de Juno). De este episodio el Rey de los Dioses le concedió entonces el ojo interno que le permitía ver el futuro. Quizás a Dante le interesaba solo citar la manipulación de las cosas naturales de estos "magos".
Sigue entonces la descripción de Arunte, legendario adivinador etrusco aparecido en la Farsalia de Lucano, donde él predice la victoria de César. Virgilio lo describe como aquel que tiene el vientre como espalda y que tuvo su morada en una gruta en los montes de Luni entre mármoles blancos, arriba de los habitante de Carrara que usan la podadera (para arar la tierra o desforestarla) y allí viven. En él podía ver plenamente las estrellas y el mar. En realidad, en la obra de Lucano Aronte es citado como de Lucca por eso quizás Dante se confundió o quizás poseía un documento inexacto.

### Manto y los orígenes de Mantua - vv. 52-102
La próxima adivina es una de las raras pecadoras colocadas en el Infierno, además de la muerte por amor en el giro de los lujuriosos y a Thais. Se trata de Manto y, también en este caso, Virgilio inicia a describirla por el aspecto físico: es aquella que tiene las mamas atrás (por eso Dante no puede verlas) cubiertas por las trenzas, donde tiene el pubis peludo. Manto es la hija de Tiresias y es recordada por Virgilio, Horacio y Estacio. Se dice que viajó por muchas tierras, de hecho su leyenda en la Tebaida de Estacio narra como ella después de la muerte del padre en Tebas ("la ciudad de Baco") para escapar a la tiranía de Creonte, viajó por largo tiempo, antes de pararse cerca del lago de Mincio, donde surgió Mantua que justamente de ella tomaría el nombre.
Virgilio aprovecha la ocasión para hablar del lugar donde él nació, y lo hace con una larga digresión de catorce tercinas.
Inicia una precisa descripción geográfica: en Italia hay un lago llamado Benaco (el Lago de Garda en su nombre más antiguo) a los pies de los Alpes que cierran la Alemania ("Lamania") con el Tirol. Desde miles de fuentes llega el agua que se estanca entre Garda, la Val Camonica y los Alpes Peninos. Al centro de aquello hay un punto que si pudiesen llegar el obispo de Trento, el de Brescia y el de Verona ellos tendrían igual autoridad (en efecto existe una isla sobre la cual las tres diócesis tienen la misma autoridad, la Isla de Garda).
Está ahí la Peschiera, buen fuerte listo a hacerle frente a los brescianos y a los de Bérgamo (sobrentendido de parte de los veroneses) en el punto donde las aguas confluyen y se hacen río emisario, el Mincio, que desemboca en el Po, cercano a Governolo (fracción de Roncoferraro, MN).
El Mincio, entonces, no corre mucho antes de encontrar una depresión, donde se empantana y solo de verano se seca.
Aquí Manto, la virgen "cruda", es decir reacia a las bodas (tal término había sido también usado para la maga Erictón en Infierno IX, 23, pero en el sentido de cruel), encontró la tierra en el medio del pantano deshabitada e incultivada y allí se estableció con sus siervos practicando sus artes hasta que murió, después que dejó el propio cuerpo vacío. Solo más tarde se reunieron varios hombres en aquel lugar gracias a que el pantano protegía por todos los lados construyendo entonces una ciudad arriba de los huesos sepultados y llamándola Mantua en honor de la maga, pero sin otros hechizos (como en otras ciudades se narra que sucedió para encontrar un nombre y una fecha de fundación apropiadas).
Desde entonces la población creció hasta que Alberto de Casalodi, güelfo, fue engañado por Pinamonte Bonacolsi, gibelino, que aprovechando de su estupidez, lo convenció a exiliar muchas familias nobles, privándolo así de quienes lo habrían podido sostener en contra de los pueblerinos. Después de ponerse como líder de estos, Pinamonte echó de Mantua a Alberto y a las restantes familias, muchas de las cuales fueron exterminadas, causando el despoblamiento de la ciudad.
Virgilio termina el paréntesis certificando que esta es la verdad, y que si Dante escuchase otras versiones, esas son mentiras que targiversan la verdad. Es curioso como Dante quiera confirmar fuertemente los orígenes no-mágicos de Mantua, desmintiendo varias versiones legendarias, entre las cuales una del mismo Virgilio (Eneida X, 198) la sostenía fundada por el hijo de Manto, Ocnos, entonces se desmiente por sí solo y ciertamente la relación entre peregrino y maestro no habrían permitido una lección de parte de Dante-personaje), además del de Servio o de Isidoro de Sevilla que decían que había sido fundada por la misma Manto y por otros personajes mitológicos. Además así Dante reivindica a Virgilio la pureza de su sangre lombardiana y separa su figura de la de "Virgilio-mago" tan popular en el Medioevo.
Se note que Manto es citada también en el Purgatorio (Purgatorio XII, 113) cuando Virgilio, hablando con Estacio, nombra otras almas del Limbo además de las dichas en el Canto IV indicando también la "hija de Tiresias". O Dante se confundió (y quizás había escrito el canto del Purgatorio antes de este del Infierno, olvidándose la rápida referencia, siendo más improbable que escribiendo el Purgatorio se olvidase de este largo pasaje sobre Manto) o él se refiere a otro personaje citando quizás una fuente a nosotros desconocida. Francesco Torraca, pensando a un error de los copiadores, supone que Dante escribió: "la hija de Nereo, Tetis" y que por lo tanto en Purgatorio XXII, 113 se hablase de la sola Tetis, madre de Aquiles (cfr.

M. Porena
Purg. XII, nota al verso 113, p.215Porena pur

).

### Otros adivinos - vv. 103-130

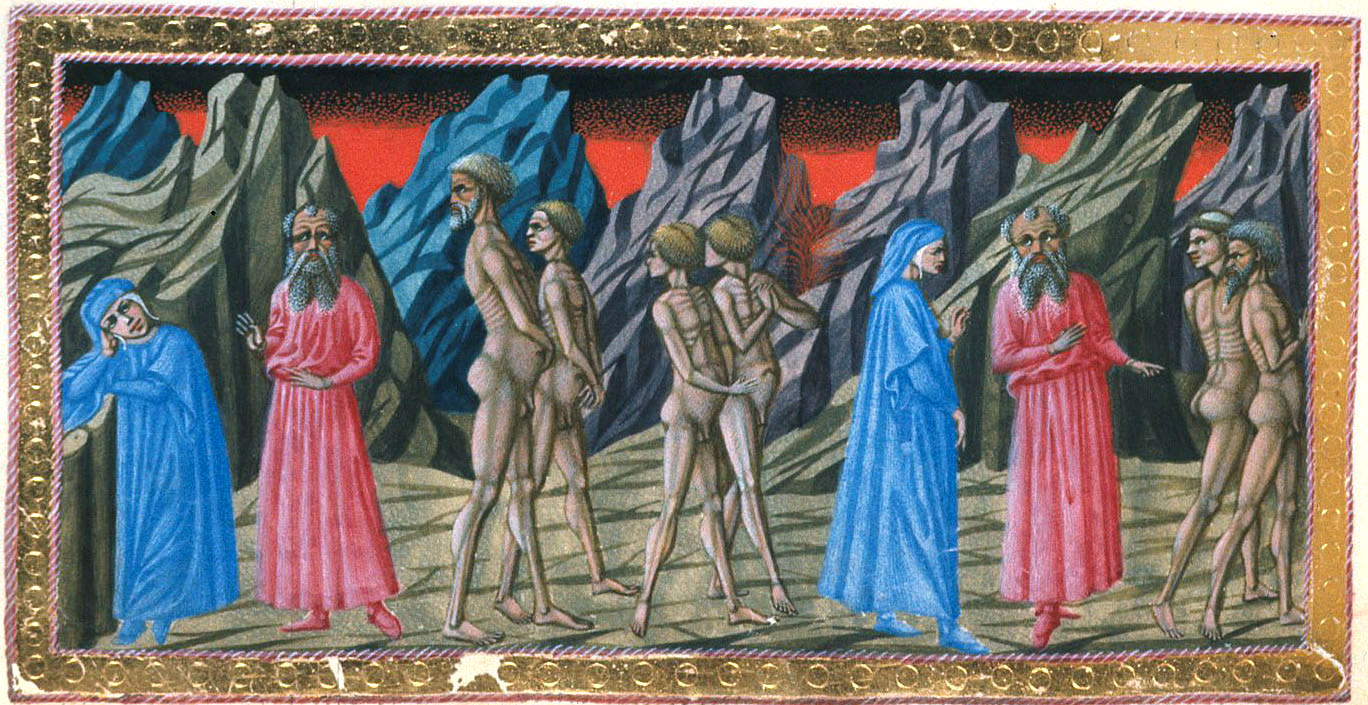
Bolgia de los adivinos, Priamo della Quercia.

Dante pide entonces a Virgilio que le presente a otros condenados, y Virgilio retoma el discurso de donde lo había dejado. Un condenado cuya barba cae sobre los hombros es el augur que cuando todos los hombres dejaron Grecia, dejando solo a los bebés hombres en sus cunas (alude a la Guerra de Troya) él indicó el momento propicio con Calcas de cuando zarpar desde Áulide: se llama Eurípilo y Dante debería conocerlo bien, él que conoce de memoria la Eneida de Virgilio. En realidad, también aquí Dante comete un error, y estamos al tercero en este canto, además de aquel de Luni/Lucca y a aquel de la doble cita de Manto. En la Eneida Euripilo de hecho no es un adivinador, sino que es aquel que da a los griego la respuesta del Oráculo de Delfos.
Finalmente Virgilio nombra tres magos contemporáneos: Miguel Escoto (es decir "escocés"), castellanización de Michael Scotus, astrólogo de Federico II aquí acusado de "fraude mágico" y descripto como aquel "bien se sabía la nota"; Guido Bonatti y el zapatero Asdente, que en el Infierno se arrepiente de no haberse dedicado a sus deberos (en vez de la magia).
Cierra el discurso una alusión a las brujas, las mujeres que "dejaron la aguja / la lanzadera y el huso, y se hicieron adivinas; / hicieron hechizos con hierbas y figuras" (vv. 121-123). En los tiempo de Dante la brujería ya era perseguida y se sabe del primer proceso a una bruja en Florencia en el 1298, y es más: el primero en absoluto en el 1250 en Toscana
El canto termina con una alusión temporal: la Luna (indicada como Caín con el haz de espinas, según la fantasiosa interpretación de las manchas lunares medievales) está en el horizonte y está por tramontar bajo Sevilla. En práctica son casi las seis y media de la mañana y Virgilio recuerda también como la Luna estaba llena el día anterior, pero eso no favoreció a Dante en la selva oscura.

## Dante y la magia
En este canto el contrapaso está sobre la figura de los adivinos, dado que aquellos que quisieron ver demasiado hacia adelante, ahora están obligados a ver solo hacia atrás. Ellos están entre los fraudulentos por haber puesto en acto mistificaciones, culpables en dos sentidos. El primero es aquel de haber adulterado el orden divino a través de sus acciones, cambiando e influenciando cosas concebidas en la naturaleza como inintelegibles: tal culpa se aplica a los "verdaderos" adivinos, al menos a aquellos de la antigüedad mitológica. El segundo sentido es aquel de los "falsos" adivinos, que justificaron con la mentira la acción de los poderosos, proclamándolas como queridas por la divinidad. Dante confirmó esta segunda acusación también en una epístola dirigida a los cardinales italianos del 1314.
En cuanto a los "magos", aquellos que artesanalmente ejercitaban poderes ocultos, su única mención en este canto es aquella breve y genérica en comparación de las brujerias, que no parecen molestarlo mucho, a diferencia de Tomás de Aquino y de los escolásticos que unían directamente y inequívocamente la práctica mágica a la codicia con el demonio (teoría que, a través de la Santo Inquisición, llegó hasta nosotros en el sentir común cristiano).
Por cuanto se refiere a la astrología parecería que Dante creería en ella. Él mismo cita varias veces las constelaciones, conoce su signo zodiacal, Géminis, y alaba abiertamente este "arte liberal" en el Convivio, si bien tuviese una percepción seguramente distinta de la actual. Él la indicaba como la más alta y ardua de las actividades liberales humanas. Creía que los astros influenciacen en el hombre (y las varias esferas celestes tendrán varios significados bien específicos en el Paraíso), como también las estaciones y el tiempo, por esto el estudio astronómico-astrológico era considerado importante y útil. En efecto el único astrólogo del Infierno, Miguel Escoto encontrado en este canto, es acusado no por sus prácticas, sino por su utilización fraudulenta. La utilización de la astrología para prever el futuro iría también contra el valor del libre albedrío humano.